# Dorpenomloop Rucphen 2015
La Dorpenomloop Rucphen 2015 (nome ufficiale, per ragioni di sponsorizzazione, Rabobank Dorpenomloop Rucphen 2015), trentanovesima edizione della corsa, valida come evento dell'UCI Europe Tour 2015 categoria 1.2, si svolse l'8 marzo 2015 su un percorso di 188 km con partenza ed arrivo a Rucphen, nei Paesi Bassi. Fu vinta dall'olandese Floris Gerts, che giunse al traguardo in 4h 10' 19" alla media di 45,06 km/h davanti ai connazionali Tijmen Eising, arrivato secondo, e Elmar Reinders, piazzatosi terzo.
Alla partenza erano presenti 192 ciclisti, dei quali 111 portarono a termine la gara.

## Ordine d'arrivo (Top 10)
| Pos. | Corridore        | Squadra       | Tempo    |
| ---- | ---------------- | ------------- | -------- |
| 1    | Floris Gerts     | BMC Developm. | 4h10'19" |
| 2    | Tijmen Eising    | Metec-TKH     | a 5"     |
| 3    | Elmar Reinders   | Jo Piels      | s.t.     |
| 4    | Luuc Bugter      | Baby Dump     | s.t.     |
| 5    | Nicolai Brøchner | Riwal         | s.t.     |
| 6    | Merijn Korevaar  | Rabobank DT   | s.t.     |
| 7    | Edvin Wilson     | Team Joker    | s.t.     |
| 8    | Stefan Poutsma   | Jo Piels      | s.t.     |
| 9    | Jaap De Man      | Team 3M       | s.t.     |
| 10   | Peter Schulting  | Parkhotel     | s.t.     |